# Kamila Przybyła
Kamila Przybyła (* 3. Mai 1996) ist eine polnische Stabhochspringerin.

## Sportliche Laufbahn
Erste Erfahrungen bei internationalen Wettkämpfen sammelte Kamila Przybyła bei den Jugendweltmeisterschaften 2013 in Donezk, wo sie mit 4,05 m den siebten Rang belegte. Bei den Junioreneuropameisterschaften in Rieti schied sie mit 3,80 m in der Qualifikation aus, wie auch bei den Juniorenweltmeisterschaften in Eugene 2014. 2015 gewann sie mit 4,20 m die Bronzemedaille bei den Junioreneuropameisterschaften im schwedischen Eskilstuna. 2017 vertrat sie ihr Land bei der Team-Europameisterschaft in Lille und belegte dort den achten Platz. Bei den U23-Europameisterschaften im polnischen Bydgoszcz verpasste sie trotz neuer persönlicher Bestleistung von 4,40 m als Vierte eine Medaille, da sie mehr Fehlversuche hatte, als die höhengleiche Britin Lucy Bryan. Im August nahm die Studentin der Wirtschaftsuniversität Bydgoszcz an der Sommer-Universiade in Taipeh teil und belegte dort den achten Platz.
2017 wurde sie polnische Hallenmeisterin.